# Phụng Hóa
Phụng Hóa (chữ Hán phồn thể:奉化區, chữ Hán giản thể:奉化区, âm Hán Việt: Phụng Hóa thị) là một khu thuộc địa cấp thị Ninh Ba, tỉnh Chiết Giang, Cộng hòa Nhân dân Trung Hoa. Khu Phụng Hóa có diện tích 1253 km², dân số 480.000 người. Mã số bưu chính của khu Phụng Hóa là 315500, mã vùng điện thoại là 0574. Về mặt hành chính, khu Phụng Hóa được chia thành 5 nhai đạo, 6 trấn. 
- Nhai đạo: Cẩm Bình, Nhạc Lâm, Giang Khẩu, Tây Ổ, Tiêu Vương Miếu.
- Trấn: Khê Khẩu, Thuần Hồ, Hưởng Điền, Đại Yển, Cừu Thôn, Tùng 岙.

Trước đây là thành phố cấp huyện Phụng Hóa cho đến tháng 10 năm 2016 thì nâng cấp thành khu.